# Tav
Pour les articles homonymes, voir Tav (homonymie).
| Phénicien                          | Syriaque                           | Hébreu                             | Arabe                |
| ---------------------------------- | ---------------------------------- | ---------------------------------- | -------------------- |
| Beth                               | ܬ                                  | ת                                  | ﺗ,ﺕ                  |
| Représentation phonémique          | Représentation phonémique          | Représentation phonémique          | t (ainsi que θ ou s) |
| Position dans l'alphabet           | Position dans l'alphabet           | Position dans l'alphabet           | 22                   |
| Valeur numérique (Guematria/Abjad) | Valeur numérique (Guematria/Abjad) | Valeur numérique (Guematria/Abjad) | 400                  |

Tav ou Taw est la vingt-deuxième et dernière lettre de la plupart des alphabets sémitiques, dont le phénicien, l'araméen, le syriaque ܬ, l'hébreu ת et l'arabe tāʾ ﺕ. 
La lettre phénicienne est à l'origine du tau (Τ, τ) de l'alphabet grec, du T (T, t) de l'alphabet latin et du Te cyrillique (Т, т). En phénicien, "Taw" signifie "ici" ou "maintenant".
Sa valeur phonétique est, selon le contexte, une consonne occlusive alvéolaire sourde (/t/) ou une consonne fricative alvéolaire sourde (/θ/).
Ses Unicodes sont 05EA (hébreu), 062A (arabe), 072C (syriaque) et 10915 (phénicien).

## Origine du Taw
Le Taw pourrait provenir d'une marque en forme de X, de croix ou d'astérisque.

## Le tav en hébreu

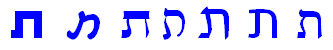
Différentes typographies du tav (de droite à gauche : Frank-Ruehl, Arial, David, Ktav Rashi, Ktav Sta"m, Cursive, Hayim

### Écriture et prononciation
Le ת est prononcé en hébreu moderne comme une consonne occlusive alvéolaire sourde (/t/).
Cependant, il fait à l'origine partie des six « lettres doubles » (représentées par l'acronyme « BeGa"D KePHa"T ») dont chaque lettre représente deux phonèmes. 
Ceux-ci sont distingués, selon le système de ponctuation massorétique, par un point au centre de la lettre, appelé daguesh doux (תּ), qui signale la forme occlusive (/t/). La mutation consonantique se produit lorsque le tav se trouve en début de mot, ou derrière une lettre marquée d'un shva quiescent (muet). 
La prononciation de la forme fricative (ת tav rafè) varie selon les traditions : il s'agissait vraisemblablement, dans la vocalisation tibérienne de l'hébreu, d'une consonne fricative dentale sourde (/θ/), comme c'est le cas en hébreu yéménite. Toutefois, il s'agit d'une consonne fricative alvéolaire sourde (/s/) dans l'hébreu ashkénaze.
La consonne fricative dentale sourde peut être indiquée en hébreu moderne (pour retranscrire des noms provenant de langues étrangères) par un gueresh (׳) placé après le tav (ת׳). 
Par ailleurs, si le tav a la même valeur phonétique que le teth en hébreu moderne, ce n'est pas le cas en hébreu biblique, ni en hébreu yéménite, où le teth est une consonne emphatique, pharyngalisée.

### Symbolique religieuse
D'après le Livre d'Ézéchiel, IX, 1-6, seuls les hommes marqués au front de ce signe échapperaient à la destruction de Jérusalem.

## Autres utilisations
- L'expression "de Alef jusque Tav" signifie de A à Z. Le Tav était la dernière lettre de l'alphabet. D'autres lettres ont été rajoutées depuis, ou plus exactement déplacées. En particulier, le Z était à l'origine la 7e lettre et non pas la dernière. Le Y était la 10e lettre, etc.

- Quand Cantor a découvert les cardinaux transfinis, il en a nommé un   ת. Sa signification n'est pas claire. Si c'est le cardinal de tous les cardinaux, on arrive à un paradoxe, semblable à celui de Burali-Forti à propos du plus grand nombre qu'on puisse concevoir. Ses notes ne permettent pas de savoir s'il s'agit d'un cardinal indescriptible ou inaccessible.

### Note
- Sur les rapports Tav hébreu et Tau grec, cf. Frédérick Tristan: Les Premières Images chrétiennes, Fayard, 1996, pp.28-37.